# 吉田克己
吉田 克己（よしだ かつみ、1949年1月1日- ）は、日本の法学者。専門は民法。北海道大学名誉教授。早稲田大学大学院法務研究科教授。学位は、博士（法学）（東京大学・1998年）。元民主主義科学者協会法律部会理事。

## 来歴・人物
茨城県龍ケ崎市出身。東京大学法学部卒。稲本洋之助の弟子。新潟大学法学部助教授、教授、北海道大学教授、北海道大学出版会理事長、北海道大学大学院法学研究科長（法学部長）を歴任。
土地法の研究にはじまり、家族と法，特に高齢化社会における民法理論、現代社会の構造変化に伴う民法理論の変化などについて研究行う。近年では、「公」と「私」を峻別した近代法のパラダイムを批判的に再検討し、公正な競争秩序や良好な自然環境、都市環境を確保するためには行政機関や市町村だけでなく、市民が能動的な役割を果たす「公私協働」が重要であるとし、新たな実定法パラダイムの構築に関する研究を行う。その研究成果の一部は、「環境秩序と公私協働」「競争秩序と公私協働」（北海道大学出版会、2011年）で紐解くことができる。
また、4年間にわたるフランス留学を経ており、フランス法への造詣も深い。そのためフランス語文献の翻訳も多数手掛るほか、パリ第13大学教授のムスタファ・メキとの編著書がある。

## 経歴
略歴は以下のとおり。

### 学歴
- 1967年3月 - 土浦第一高等学校卒業
- 1971年3月 - 東京大学法学部卒業
- 1998年2月 - 博士（法学）（東京大学）（学位論文「フランス住宅法の形成―住宅をめぐる国家・契約・所有権」）

### 職歴
- 1971年04月 - 東京大学社会科学研究所助手
- 1978年07月 - 新潟大学法文学部助教授
- 1986年06月 - 新潟大学法学部教授
- 1988年04月 - 北海道大学法学部教授
- 2000年04月 - 北海道大学大学院法学研究科教授（大学院重点化による改組）
- 2002年12月 - 北海道大学大学院法学研究科長・法学部長（2004年12月まで）
- 2012年03月 - 北海道大学定年退職
- 2012年04月 - 早稲田大学 大学院法務研究科教授、北海道大学名誉教授、弁護士登録[4]

## 学界以外の社会的活動
- 日本学術会議会員
- 公認会計士試験第2次試験委員
- 札幌家庭裁判所家事調停委員
- 下級裁判所裁判官指名諮問委員会札幌地域委員会委員

## 主要著書
- 『フランス住宅法の形成――住宅をめぐる国家・契約・所有権――』（東京大学出版会）
- 『現代市民社会と民法学』（日本評論社）
- 『市場・人格と民法学』（北海道大学出版会）
- 『環境秩序と公私協働』（北海道大学出版会）
- 『競争秩序と公私協働』（北海道大学出版会）
- 『人権宣言と日本―フランス革命200年記念』（共編著、勁草書房）
- 『現代の都市法－－ドイツ、フランス、イギリス、アメリカ』（共編著、東京大学出版会）
- 『高齢者介護と家族――民法と社会保障法の接点』（共編著、信山社）
- 『効率性と法，損害概念の変容 -- 多元分散型統御を目指してフランスと対話する』（共編著、有斐閣）
- 『財の多様化と民法学』（共編著、商事法務）
- 『環境と契約』（共編著、成文堂）